# 楊儀 (正德進士)
楊儀（1483年—？年），字仲立，號鏡山，四川潼川州射洪縣人，明朝政治人物。

## 生平
丁卯四川乡试第三十六名举人，正德十二年（1517年）丁丑科會試第二百四十名，廷试三甲一百七名進士。刑部观政，授刑部主事，改兵部，歷官兵部員外郎。嘉靖三年（1524年）大禮議期間，參與左順門哭諫，下獄廷杖。升兵部郎中，晉貴州布政司參議，兵備畢節，平定土酋叛亂。又與都指揮李宗祐、僉事龔亨守城擊芒部苗普奴沙保等。

## 家族
曾祖楊紹廣，祖楊本，父楊濬，母文氏；繼母徐氏。